# The Japanese House
The Japanese House ist der Künstlername der englischen Elektropopmusikerin Amber Mary Bain (* 13. Juli 1995 in Buckinghamshire).

## Biografie
Amber Bain probierte verschiedene Namen aus, bevor sie sich aus einer Kindheitserinnerung an ein Cottage in Cornwall, das der Schauspielerin Kate Winslet gehörte, für The Japanese House entschied. 2015 unterschrieb sie einen Plattenvertrag mit dem Indie-Label Dirty Hit Records. Sie begann gleich mit einer ganzen Reihe von Singleveröffentlichungen und brachte im selben Jahr zwei EPs heraus. Anfangs war sie so öffentlichkeitsscheu, dass über ihre Identität spekuliert wurde. Mit der dritten EP Swim Against the Tide und Singles wie Face Like Thunder sowie einer Tour mit The 1975 stieg ihre Bekanntheit aber so weit, dass sie bei der Abstimmung Sound of 2017 der BBC, die jeweils zu Jahresbeginn verschiedenen Interpreten den Durchbruch vorhersagt, auf die Nominiertenliste kam.
Trotz zwei weiterer EPs blieb der Erfolg in diesem Jahr jedoch aus und nach einer gescheiterten Beziehung mit einer Musikerin zog sie sich erst einmal zurück und reduzierte ihre musikalischen Aktivitäten. Erst 2019 war sie wieder präsenter und vollendete die Arbeit an ihrem Debütalbum. Good at Falling erschien im März und schaffte den Einstieg in die britischen Charts.
Während der Zeit der COVID-19-Pandemie wurde es ruhig um sie und nach einer letzten EP Anfang 2020 gab es erst einmal keine weiteren Veröffentlichungen von ihr. 2023 kehrte sie zurück mit dem Song Boyhood und später einer EP. Ende Juni erschien ihr zweites Studioalbum In the End It Always Does, mit dem sie unter die Top 30 der UK-Charts kam.

## Diskografie
Alben
- Good at Falling (2019)
- In the End It Always Does (2023)

EPs
- Pools to Bathe In (2015)
- Clean (2015)
- Swim Against the Tide (2016)
- Saw You in a Dream (2017)
- Spotify Singles (2017)
- The LA Sessions (2019)
- Chewing Cotton Wool (2020)
- One for Sorrow, Two for Joni Jones (2023)

Lieder
- Still (2015)
- Pools to Bathe In (2015)
- Teeth (2015)
- Sister (2015)
- Clean (2015)
- Cool Blue (2015)
- Letter by the Water (2015)
- Sugar Pill (2015)
- Face Like Thunder (2016)
- Swim Against the Tide (2016)
- Good Side In (2016)
- Saw You in a Dream (2017)
- Somebody You Found (2017)
- 3/3 (2017)
- Lilo (2018)
- Follow My Girl (2018)
- Maybe You’re the Reason (2019)
- We Talk All the Time (2019)
- Something Has to Change (2019)
- Chewing Cotton Wool (2019)
- Boyhood (2023)